# Bhîl
Les Bhîls sont l'un des peuples aborigènes de l'Inde centrale. Ils parlent les langues bhili, un groupe de langues indo-aryennes.

## La tribu Bhil
La tribu Bhil est une tribu de 13 millions d'habitants. Ils vivent aux Madhya Pradesh (4,6 millions), Gujarat (3,5 millions), Andhra Pradesh, Rajasthan, Chhattisgarh, Maharashtra, Karnataka, Tripura et au Bangladesh. Les Bhîls sont également installés dans le district de Tharparkar du Sind au Pakistan.  Leur culture est surtout connue à travers leur danse traditionnelle, le ghoomar (en), et leur peinture pithora (en).
Durant les périodes féodales et coloniale, les bhîl ont souvent été utilisés par les rajputs comme éclaireurs (shikari) en raison de leur connaissance du pays, soldats, experts en guérilla.

## Histoire
Les Bhils qui vivaient dans l'actuel l'État du Gujarat se sont rebellés à plusieurs reprises pendant l'ère coloniale britannique, notamment en 1846, 1857-58 et 1868.
Avec un certain nombre d'autres groupes sociaux indiens, les Bhils ont été désignés comme une « tribu criminelle » par le gouvernement colonial britannique en vertu de la Criminal Tribes Act de 1871, ce qui signifiait qu'un Bhil pouvait être « pris au hasard, torturé, mutilé ou même tué » par les autorités coloniales. Susan Abraham souligne le fait que les Britanniques ont qualifié de criminelles en vertu de la loi de nombreuses tribus qui s'étaient auparavant rebellées contre la Compagnie des Indes orientales et qui avaient participé à la révolte des cipayes, insurrection indienne de 1857. Elle affirme que le gouvernement colonial britannique a promulgué la loi sur les tribus criminelles en 1871 à la suite de la rébellion de ces « tribus » autochtones.

## L'art des Bhil
Leur tradition picturale est ancestrale, elle existe depuis des milliers d'années. Les Bhils peignent les murs et les plafonds de leurs maisons d’images qui racontent leurs légendes, leurs traditions, leurs dieux protecteurs, la nature.
Certains artistes Bhil comme Ladoo Bai, son mari Teru Tahad et Bhuri Bai ont quitté leurs terres originelles de Jabhua il y a 30 ans (à la demande de Swaminathan) pour exercer leur art à Bhopal. Pema Fatya, le dernier Maitre Bhil vivant, a choisi de rester vivre sur la terre ancestrale.

### Pithora
Les peintures Pithora, exercées par les Rathwa, les Bhilala et les Nayak, sont des performances rituelles réalisées à la demande d’une famille quand un vœu a été exaucé (mariage, naissance, prospérité…). Ce sont des rituels avant d’être des œuvres d’art, qui sont exécutés par le Maitre (le baba) souvent assisté d’un prêtre. Les peintures sacrées recouvrent trois murs de la pièce et correspondent à des rituels holistiques. Cette peinture sacrée issue de la tradition Pithora a été découverte et valorisée par Swaminathan dans le cadre du travail du Musée d’art contemporain Bharat Bhavan à Bhopal,,.
L’essence du rituel Pithora réside dans la proximité avec la terre. Les thèmes en témoignent, les matériaux également : pigments, lait et liqueur de fleurs de Mahua (l’arbre sacré), couches de boue, de bouses et de chaux préparées par une jeune fille. Les fresques Pithoras, pratiquées exclusivement par les hommes, représentent le soleil et la lune, les animaux et les insectes, le mythe de la création et les dieux. Tout ce qui touche à la vie des tribus Bhil, Rathwa, Nayak et Dhanak. Mais les fresques illustrent surtout les chevaux, toujours les chevaux sur les 3 murs d’une pièce dans la maison. Les chevaux dans une procession de mariage de leurs dieux Babo Pithora et Pithori Devi. Souvent il y a 5 chevaux dans une peinture Pithora qui représentent les 5 dieux : Ganesha, Babo Pithora, Pithora Devi, Indra (le dieu des dieux) et Hudol (qui représente l’esprit féminine).